# Iglesia de San Filippo Neri (Lodi)
La iglesia de San Filippo Neri es una iglesia católica de Lodi.
De mediados del siglo XVIII, fue construida frente al final de una larga calle, de acuerdo con el gusto escenográfico de la época. Debido a la homogeneidad estilística de las decoraciones, la belleza de los ornamentos y la preciosidad de los mármoles, se encuentra entre los ejemplos más significativos del rococó europeo.

## Descripción

### Fachada
La fachada es obra del arquitecto paviano Antonio Veneroni. El proyecto se atribuyó erróneamente a los hermanos Lodi, Michele y Piergiacomo Sartorio, que en realidad eran sólo maestros de obras de la obra.
La portada principal, enriquecida por el busto del santo titular sobre el portal,bhhgf por el de la Virgen Inmaculada sobre la ventana central y por ángeles y querubines con los símbolos iconográficos de San Felipe. – está dividido en dos registros por una fuerte hilera de cuerdas.

### El interior

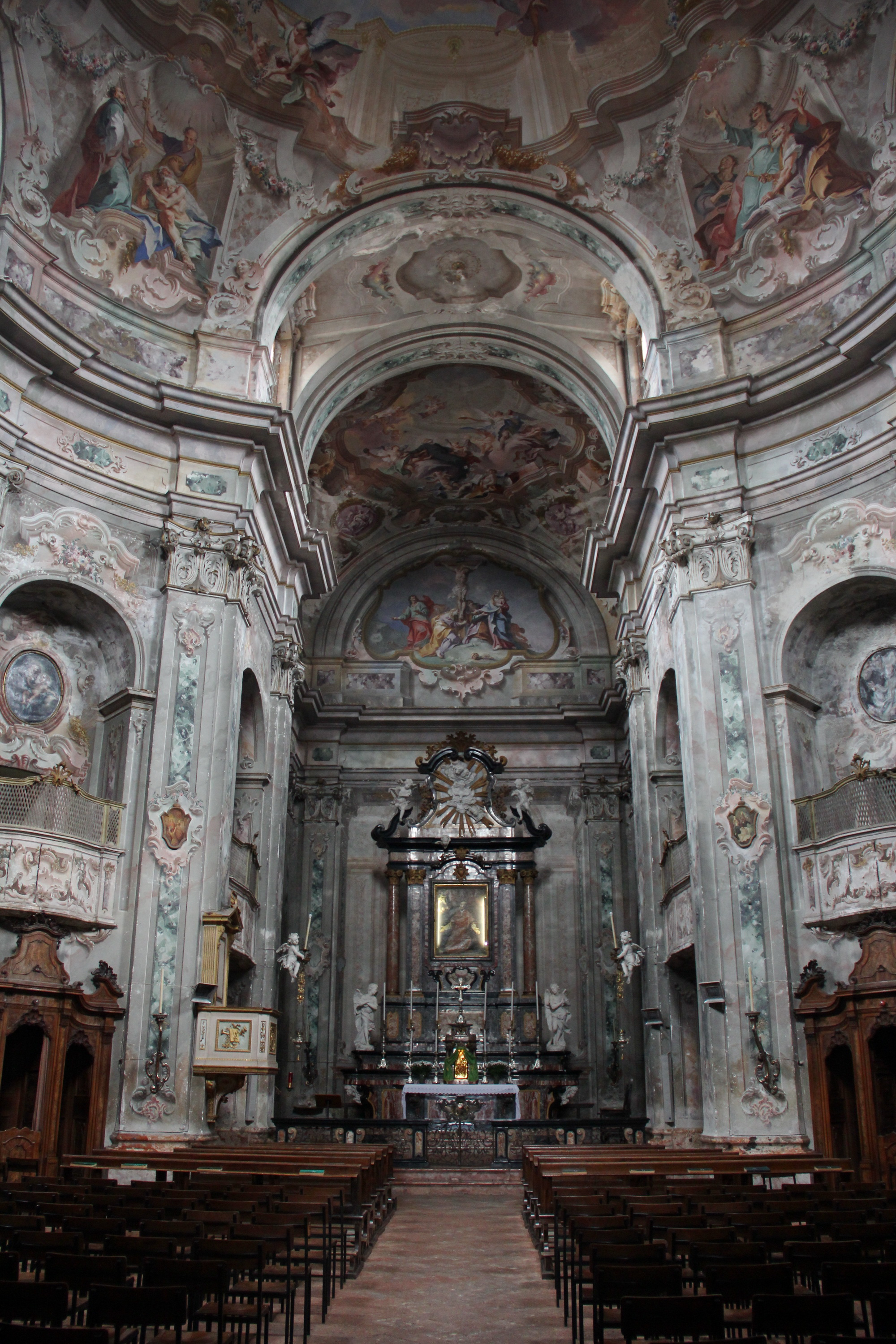
El interior

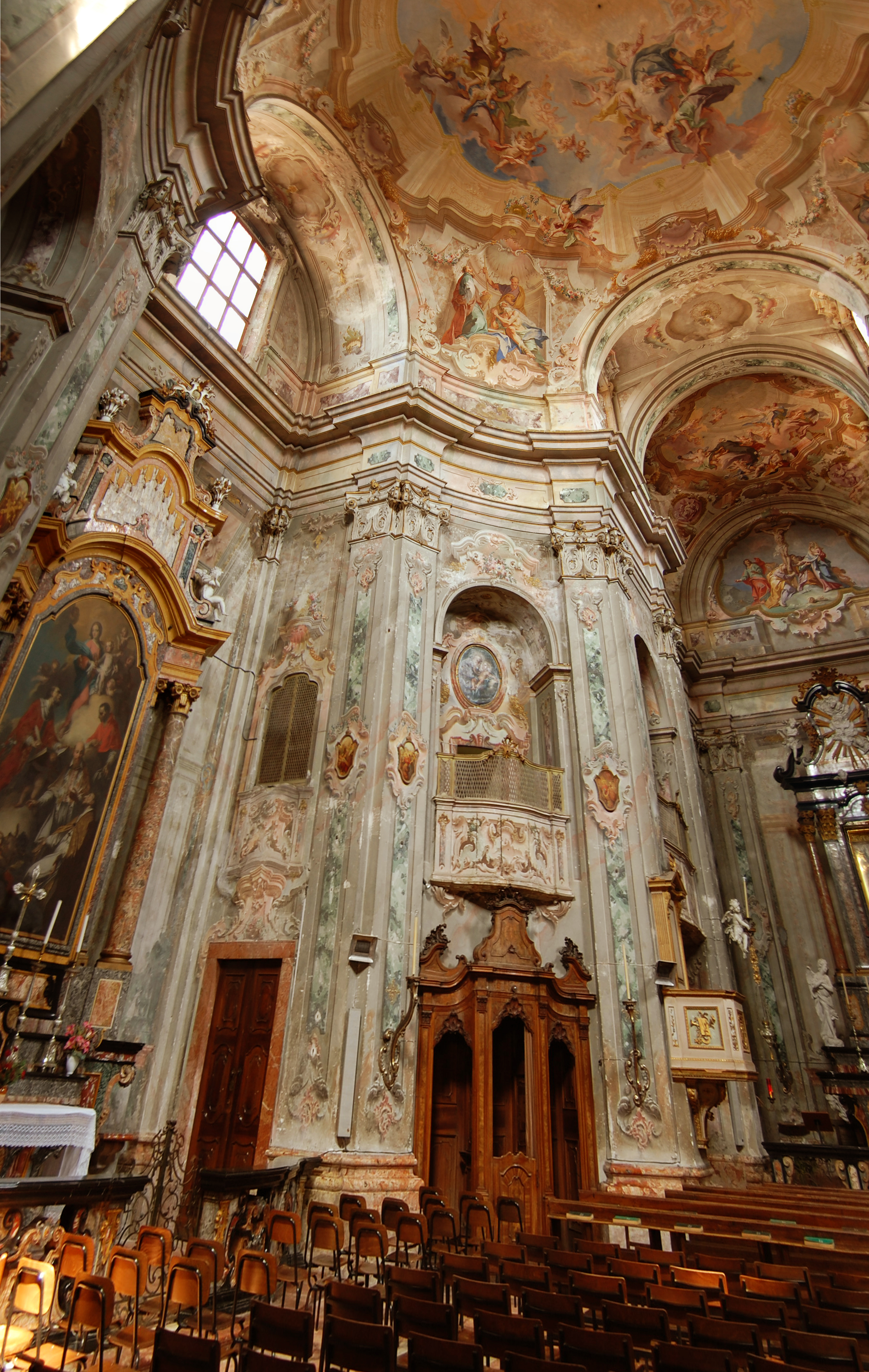
El interior

El interior, en forma de cruz griega, es una auténtica joya de la Lombardía del siglo XVIII.  Los interiores están completamente decorados con frescos pintados por dos eminentes artistas del siglo XVIII: Giuseppe Coduri, conocido como Vignoli, autor de la cuadratura y Carlo Innocenzo Carloni, autor de los frescos que representan la Asunción de la Virgen en la gran bóveda de la salón, La Gloria de San Filippo Neri en el techo del presbiterio, La Crucifixión en la zona del ábside y cuatro grupos con los Apóstoles en igual número de bóvedas en la base de La Asunción.
También son dignos de mención los tres altares de mármol, ejemplo del refinamiento rococó, donde el mármol se combina con aplicaciones de hierro forjado, estuco y bronce dorado. Las balaustradas que delimitan los altares se caracterizan por inserciones de hierro forjado y policromadas.
En la sacristía, adornada por cuatro columnas de mármol rosa y caracterizada por armarios del siglo XVIII con tallas de Angelo Cavanna, se puede disfrutar del gran lienzo de Sebastiano Galeotti que representa La Gloria de San Francisco de Sales. También destaca la estatua de estuco policromado del siglo XVIII que representa a Nuestra Señora de los Dolores, situada en la hornacina de la capilla lateral derecha. También cabe destacar el mobiliario litúrgico, expresión de la orfebrería lombarda del siglo XVIII.
El órgano de tubos, situado encima de la entrada de la iglesia, fue construido en 1779 por Andrea Serassi, quien puso su firma en uno de los tubos del instrumento.
En 2008 se rehicieron los tejados y se restauró la fachada. En enero de 2016, la Fundación Suiza Balz e Isabel Baechi comenzaron los estudios de todo el edificio, preludio de las restauraciones que afectarán a todas las paredes decoradas con frescos del templo sagrado. En 2021, gracias a la aportación de la Fundación Balz-Baechi y la Fundación Cariplo, se restauraron las superficies abovedadas del presbiterio y el fresco de la Crucifixión.